# Gem Motion Picture Company
Gem Motion Picture Company est une société de production américaine de cinéma fondée en 1912. La compagnie réalisa environ 80 films de court métrage en 1912 et 1913. Elle eut en vedette l'acteur de Burlesque Billy Quirk.